# Aurure
L'anion aurure est l'ion d'or Au−, l'un des très rares anions métalliques connus ; l'or est normalement présent dans le milieu naturel sous forme métallique ou sous forme de cations. Les aurures sont par extension tous les composés chimiques contenant un tel anion, dans lequel l'or est à l'état d'oxydation -1.
Le premier aurure identifié fut l'aurure de césium AuCs, découvert par Joseph Lagowski (en) en 1978. Par la suite, l'observation d'aurure de rubidium RbAu et d'aurure de tétraméthylammonium [(H3C)4N]Au ont été publiées. L'ion aurure est également présent dans l'oxyde d'aurure de césium Cs3AuO. L'aurure de francium FrAu n'a jamais pu être synthétisé en raison de la période radioactive (demi-vie) trop brève du francium.
D'une manière générale, les aurures réagissent très violemment avec les oxydants ainsi qu'avec l'eau, et ne peuvent être manipulés que sous atmosphère inerte, par exemple sous une atmosphère d'argon.